# Les Archives de Sherlock Holmes
Pour l’article homonyme, voir Sherlock Holmes (série télévisée, 1984).
Les Archives de Sherlock Holmes quelquefois traduit en Archives sur Sherlock Holmes, est un recueil de nouvelles policières écrit par sir Arthur Conan Doyle. Il est constitué des dernières nouvelles ayant Sherlock Holmes comme personnage principal. Trois d'entre elles La Crinière du Lion, Le Soldat blanchi et La Pierre de Mazarin ne sont pas narrées par le docteur Watson. À la publication, 40 années se sont écoulées depuis la première publication d'une nouvelle de Sherlock Holmes.

## Commentaires
Les nouvelles de ce recueil sont généralement estimées de moindre qualité que les précédentes aventures mettant en scène Sherlock Holmes. Cela s'explique en partie par l'attachement de Conan Doyle aux thèses spirites sur la fin de sa vie, lequel le conduit à délaisser les aventures de Sherlock Holmes qu'il considère comme une simple distraction peu sérieuse.
Selon James McCearney, biographe de l'auteur, « Conan Doyle n'a plus envie de se plonger dans l'univers holmésien et encore moins de se donner le mal nécessaire pour atteindre la perfection formelle des premières aventures ». McCearney analyse par ailleurs les six dernières nouvelles de ce recueil et remarque que la complexité des récits est moindre, les ficelles plus grosses, et que pour apporter aux intrigues un semblant d'originalité, Conan Doyle choisit des solutions « exotiques » aux enquêtes du détective (« un fauve déchainé, un monstre marin, un lépreux, un poisson sud-américain »). McCearney décrit par ailleurs une évolution négative de Sherlock Holmes, « plus caricatural et moins cohérent », adoptant un discours conforme au spiritisme dans La Pensionnaire voilée, et tombant dans un discours « grossier et raciste » dans Les Trois pignons.
Cependant, Arthur Conan Doyle lui-même avait une bonne opinion de ces derniers récits holmésiens. Il déclare en 1927 : « Des débats ont été soulevés autour d'un prétendu déclin des aventures de Sherlock Holmes ou des qualités de conteur de Watson. La mélodie peut être infiniment variée, mais si l'on joue trop les mêmes accords, la musique devient monotone. L'esprit du lecteur est moins frais, moins réceptif, si bien qu'il est tenté d'incriminer le talent de l'auteur. [...] Je garde bon espoir que celui qui lira à rebours ma série en tirera une impression en tous points semblable à son voisin qui l'aura découverte dans son ordre chronologique ».

## Contenu

### La Pierre de Mazarin
- Titre original : The Adventure of the Mazarin Stone
- Première publication : Strand Magazine	Octobre 1921
- Adaptations : Les Mémoires de Sherlock Holmes, épisode 5 (refondue avec Les Trois Garrideb)
- Résumé :

### Le Problème du pont de Thor
- Titre original : The Problem of Thor Bridge
- Première publication : Strand Magazine	Février / mars 1922
- Adaptations : Les Archives de Sherlock Holmes, épisode 2
- Résumé :

### L'Homme qui grimpait
- Traduction alternative : L'Homme qui marchait à quatre pattes
- Titre original : The Adventure of the Creeping Man
- Première publication : Strand Magazine	Mars 1923
- Adaptations : Les Archives de Sherlock Holmes, épisode 6
- Résumé :

### Le Vampire du Sussex
- Titre original : The Adventure of the Sussex Vampire
- Première publication : Strand Magazine	Janvier 1924
- Adaptations : Le Vampire de Lamberley, téléfilm
- Résumé :

### Les Trois Garrideb
- Titre original : The Adventure of the Three Garridebs
- Première publication : Collier’s Weekly Magazine - 25 octobre 1924
- Adaptations : Les Mémoires de Sherlock Holmes, épisode 5 (refondue avec La Pierre de Mazarin)
- Résumé :

### L'Illustre Client
- Titre original : The Adventure of the Illustrious Client
- Première publication : Collier’s Weekly Magazine - 8 novembre 1924
- Adaptations : Les Archives de Sherlock Holmes, épisode 5
- Résumé :

### Les Trois Pignons
- Titre original : The Adventure of the Three Gables
- Première publication : Liberty - 18 septembre 1926
- Adaptations : Les Mémoires de Sherlock Holmes, épisode 1
- Résumé :

### Le Soldat blanchi
- Titre original : The Adventure of the Blanched Soldier
- Première publication : Liberty - 16 octobre 1926
- Résumé :

### La Crinière du lion
- Titre original : The Adventure of the Lion's Mane
- Première publication : Liberty - 27 novembre 1926
- Résumé : Holmes est à la retraite à la campagne et élève des abeilles en toute tranquillité jusqu'au jour ou un cadavre est découvert sur le rivage près de chez lui avec d'étranges lacérations dans le dos.

### Le Marchand de couleurs retiré des affaires
- Titre original : The Adventure of the Retired Colourman
- Première publication : Liberty - 18 décembre 1926
- Résumé :

### La Pensionnaire voilée
- Titre original : The Adventure of the Veiled Lodger
- Première publication : Liberty - 22 janvier 1927
- Résumé :

### L'Aventure de Shoscombe Old Place
- Titre original : The Adventure of Shoscombe Old Place
- Première publication : Liberty - 5 mars 1927
- Adaptations : Les Archives de Sherlock Holmes, épisode 3
- Résumé :